# Sarracenia psittacina
Sarracenia psittacina Michx., 1803 è una pianta carnivora appartenente alla famiglia delle Sarraceniaceae, originaria degli Stati Uniti.
L'epiteto specifico psittacina deriva dal greco Ψιττακός (psittakos), pappagallo, per la forma ricurva della parte superiore dell'ascidio, simile al becco di questo uccello.

## Descrizione
Presenta degli ascidi disposti a rosetta che generalmente, contrariamente a tutte le altre Sarraceniaceae , si accrescono orizzontalmente.
Le prede, costituite in genere da piccoli invertebrati acquatici, penetrano all'interno della trappola mediante una piccola apertura posta vicino all'opercolo e non riescono a trovare facilmente l'uscita perché "abbagliate" dalla luce che penetra all'interno dell'ascidio. Una volta caduti nell'acqua presente all'interno della trappola, vengono digeriti dagli enzimi prodotti dalla pianta stessa.

## Distribuzione e habitat
La specie è diffusa negli Stati Uniti sud-orientali (Louisiana, Alabama, Missouri, Florida, Georgia).
Vive in ambienti acquitrinosi e paludosi molto poveri di nutrienti, quali azoto e fosforo, e particolarmente acidi. Nei periodi delle piogge può vivere parzialmente o completamente sommersa.